# Lijst van ongevallen en incidenten met ruimtevaartuigen
Dit is een lijst met rampen die gebeurd zijn met ruimtevaartuigen.

## Dodelijke ongevallen

### Op de grond
- De bemanning van Apollo 1 (Virgil Grissom, Edward White en Roger Chaffee) kwam om bij een brand in de capsule tijdens een training op 27 januari 1967. Door een elektrisch defect ontstond een vlam die zich snel verspreidde in de atmosfeer van pure zuurstof. Het toegangsluik kon door de druk niet worden geopend waardoor de bemanning niet kon ontsnappen.
- Op 22 augustus 2003 kwamen op de Braziliaanse lanceerbasis Alcântara 21 mensen om het leven toen een van de vastebrandstof-motoren van de VLS-1-raket die ze klaar maakten voor lancering per ongeluk werd ontstoken waarna de raket explodeerde. Na dit ongeluk stopte Brazilië met zijn pogingen een raket in de ruimte te brengen.

### Tijdens de vlucht
- De Russische kosmonaut Vladimir Komarov kwam om het leven op 24 april 1967. Na de problematische vlucht met de eerste Sojoez openden tijdens de landing de parachutes zich niet. De capsule sloeg op de grond te pletter en werd in stukken geslagen.
- De Amerikaanse luchtmachtpiloot Michael J. Adams kwam op 15 november 1967 om het leven toen zijn X-15 bij terugkomst in de atmosfeer in een spin raakte en daar niet meer uit kwam. Op een hoogte van ongeveer 20 kilometer kon het toestel de extreme acceleratie niet meer aan en brak het in stukken.
- Op 30 juni 1971 kwam de volledige bemanning van de Sojoez 11 om het leven na het loskoppelen van het ruimtestation, toen door een lekkend ventiel alle lucht uit de afdaalcapsule wegstroomde. De capsule landde normaal maar na de landing bleek de bemanning dood. De toenmalige Sojoezcabine was te klein om een driekoppige bemanning met drukpakken te huisvesten. Daardoor ontbrak een extra veiligheidsmaatregel die hun levens had kunnen redden.
- Op 28 januari 1986 ontplofte, 73 seconden na de lancering, de spaceshuttle Challenger. Hierbij kwam de volledige zevenkoppige bemanning om het leven. Analyse achteraf toonde aan dat een verkeerd type afsluitring, in combinatie met het gebruik van cryogene brandstoffen, hiervan de oorzaak was.
- De spaceshuttle Columbia ging verloren op 1 februari 2003 bij het terugkeren van een twee weken durende missie. Een beschadiging aan het hitteschild zorgde ervoor dat shuttle in stukken brak en alle zeven bemanningsleden het leven lieten.
- Op 31 oktober 2014 kwam Michael Alsbury, de co-piloot van de VSS Enterprise van SpaceShipTwo, een commercieel suborbitaal ruimtevliegtuig, tijdens een testvlucht om het leven. Door het voortijdig uitklappen van de afremsystemen, terwijl de raketmotor nog op volle kracht draaide, viel het ruimtevliegtuig uit elkaar. De gezagvoerder raakte zwaar gewond, maar wist zich met een parachute te redden.

## Niet-dodelijke ongevallen met bemande ruimtevaartuigen
- Op 21 juli 1961 werd de Mercury MR-4 (Liberty Bell 7), de tweede bemande Mercury-vlucht, gelanceerd. Aan boord was Virgil Grissom, de tweede Amerikaan in de ruimte. Evenals Mercury MR-3 betrof dit een korte ballistische vlucht. Na de landing in de Atlantische Oceaan zonk de capsule naar de bodem, maar Grissom werd op het nippertje gered. Het zinken van de Liberty Bell 7 was het gevolg van het te vroeg openen van het toegangsluik. De springladingen van de bouten die het luik vasthielden gingen te vroeg af.
- Op 16 maart 1966 raakte Gemini 8 door een defect in een standregelraket in een spin. Doordat men dacht dat dit werd veroorzaakt door de Agena, waarbij de Geminicapsule was aangekoppeld, werd besloten te ontkoppelen. Hierna werd de rolbeweging versneld tot bijna een omwenteling per seconde. Pas na het uitzetten van het Orbit Attitude and Maneuvering System kon de capsule tot rust gebracht worden met de motoren van het Re-entry Control System.
- De landing van Sojoez 5 op 18 januari 1969 ging gepaard met veel mankementen. In eerste instantie was de capsule verkeerd georiënteerd en konden de retroraketten niet in de juiste richting worden gevuurd. Een omwenteling van de aarde later werd dit alsnog gedaan. Daarna lukte het niet om de servicemodule los te koppelen waardoor de capsule in omgekeerde richting de atmosfeer binnen vloog en dreigde te verbranden of neer te storten. De servicemodule liet tijdens de terugkeer alsnog los waarna de capsule zich alsnog met het hitteschild in de juiste richting stabiliseerde, maar de snelheid was veel hoger waardoor de capsule niet in het doelgebied zou neerkomen. Als klap op de vuurpijl werkten de remraketten niet waardoor de capsule hard op de grond landde en kosmonaut Boris Volynov enkele tanden brak. Volynov verliet de capsule bij een temperatuur van -38 graden Celsius. Het reddingsteam kon hem traceren door het bloedspoor in de sneeuw afkomstig van zijn gehavende gebit.[1]
- Op 13 april 1970 ontplofte de zuurstoftank van de CSM van Apollo 13, die op weg was naar de Maan. Dit veroorzaakte grote schade aan de besturing en lifesupportsystemen. Door de bemanning te verplaatsen naar de aangekoppelde maanlander en deze als stuurmodule in te zetten, wist de bemanning in een retrograde vrij terugkeertraject om de Maan te komen en veilig in de Grote Oceaan te landen. Ook het improvisatievermogen van hun collega's in het Lyndon B. Johnson Space Center in Houston was van groot belang om de bemanning van Apollo 13 veilig thuis te krijgen.
- Op 5 april 1975 mislukte de lancering van Sojoez 7K-T Nr.39 (ook bekend als Sojoez 18A) met twee kosmonauten aan boord. Na 288 seconden ging het mis toen op een hoogte van 145 km de tweede en derde trap moesten loskoppelen. Maar drie van de zes koppelingen lieten los, terwijl de motor van de derde trap, zoals bij de Sojoez-raket gebruikelijk is, al gestart was. De kracht van de motor zorgde ervoor dat de tweede trap alsnog afbrak, maar die klap zorgde er ook voor dat de raket met zijn neus naar beneden gericht werd en de verkeerde kant op vloog. 295 seconden in de vlucht ontdekte de boordcomputer de fout en werd de afbreekprocedure automatisch in werking gesteld. Op die hoogte was de ontsnappingsmotor al afgeworpen en moesten de motoren van de sevicemodule de capsule van de raket wegduwen. Doordat de richting van de Sojoez al neerwaarts was werden de kosmonauten blootgesteld aan een versnelling van 21,3g in plaats van de verwachte 15g. Ondanks de hogere snelheid werkten de remparachutes naar behoren. De capsule landde in een zeer dikke laag sneeuw op een hoge berg en kon pas de volgende dag gelokaliseerd worden en uit de sneeuw getrokken worden. Vasily Lazarev, een van de twee kosmonauten aan boord was gewond geraakt door de blootstelling aan zeer hoge g-krachten en herstelde daar niet meer volledig van.
- Het lukte Sojoez 23 in oktober 1976 niet te koppelen aan Saljoet 5. De vervroegde landing eindigde op 16 oktober onder het ijs van het bevroren Tengizmeer en door het slechte weer moest de tweekoppige bemanning een nacht onder water doorbrengen in een snel afkoelende capsule met onderkoeling als gevolg. De volgende dag werden ze gered.
- Op 26 september 1983 had Sojoez 7K-ST No.16L (ook wel Sojoez T-10-1) gelanceerd moeten worden. Door een defecte klep in de tweede trap van de Sojoez-U-raket begon een van de raketmotoren zo'n 90 seconden voor de geplande lancering tijdens het tankproces te draaien. De handmatige noodsystemen werden door menselijk falen niet geactiveerd. Pas toen de veiligheidsbedrading doorbrandde en de raket in brand stond, startten de ontsnappingsmotoren die de bemanningsmodule wegtrokken van raket, die kort daarop explodeerde. Dit is de enige keer dat levensreddende ontsnappingsmotoren zijn gebruikt.
- Op 16 juli 2013 verdronk Luca Parmitano bijna in zijn ruimtepak tijdens een ruimtewandeling. Als gevolg van een defect lekte er water in zijn helm. Doordat er vrijwel geen zwaartekracht in de ruimte is, hechten vloeistoffen zich op ieder oppervlak. Het water zette zich af op Parmitano's gezicht, wat ademhalen erg moeilijk maakte. De ruimtewandeling werd afgebroken en Parmitano wist net op tijd terug te keren in de luchtsluis van het ISS.
- In april 2017 raakte de bemanningscapsule van Sojoez MS-02 beschadigd toen bij het uitklappen van de landingsparachute een beugel tegen een lasnaad sloeg. Hierdoor ontstond een kleine scheur waardoor een kleine hoeveelheid lucht kon ontsnappen. De bemanning is niet in gevaar geweest.[2]
- In ruimtecapsule Sojoez MS-09 bleek op 30 augustus 2018 een klein gaatje te zitten waardoor een kleine hoeveelheid lucht uit het ISS ontsnapte. Het gat was er waarschijnlijk al tijdens de productie in geboord en werd door de bemanning gerepareerd.
- De vlucht Sojoez MS-10 werd op 11 oktober 2018 enkele minuten na de lancering afgebroken omdat de draagraket ernstig beschadigd was. Dit was het gevolg van een defecte sensor waardoor het afwerpen van een van de vier eerstetraps-boosters mislukte en de booster zich in de tweede trap boorde. De noodlanding was succesvol en de tweekoppige bemanning landde ongedeerd in Kazachstan.
- Toen de ISS bemanning na de aankoppeling van de nieuwe ruimtestationmodule Naoeka op 29 juli 2021 wilde binnengaan en het luik opende, werd door een fout in de programmering een sensor geactiveerd waardoor de boordcomputer van de Naoeka dacht dat deze niet langer was aangekoppeld. Bijgevolg begon deze met zijn motoren koerscorrecties uit te voeren waardoor het ISS 45 graden kantelde. Motoren van andere modules moesten tegenkracht bieden om te voorkomen dat het ISS om zijn as zou gaan draaien en de bemanning bereidde (voor het eerst) een eventuele evacuatie van het ruimtestation voor. Na 25 minuten kon men het probleem oplossen.
- De servicemodule van de bij het ISS aangekoppelde bemanningscapsule Sojoez MS-22 verloor op 15 december 2022 door een lek zijn koelvloeistof. De bemanning zou bijgevolg een half jaar later dan gepland met de volgende Sojoezcapsule terugkeren. Ruimtevrachtschip Progress MS-21 ondervond twee maanden later op 11 februari 2023 een soortgelijk probleem terwijl deze bij het ISS was aangekoppeld. Volgens de officiële lezing werden beide lekkages door een micrometeoriet veroorzaakt.

## Onbemande vluchten
Naast de rampen met bemande ruimtevaartuigen, zijn er talloze onbemande ruimtevaartuigen gesneuveld. Zo zijn er tientallen ruimtesondes neergestort op andere planeten en de Maan omdat remmechanismen niet bleken te werken. Meerdere ruimtesondes en kunstmanen zijn spoorloos verdwenen nadat de communicatie het af liet weten. Verder hebben slordig bevestigde afsluitringen en vergeten onderdelen meerdere ruimtevaartuigen en draagraketten laten ontploffen, vaak al voordat ze de dampkring hadden verlaten. Ook onderdelen van ondeugdelijk materiaal (soms met vervalst bijbehorend keuringsraport) alsmede onopgemerkte of onderschatte fouten tijdens het transport hebben ongelukken veroorzaakt. 
Een aantal lanceringen mislukte door het laden van de verkeerde software. 
Soms ging het op de grond al mis. In 1963 stortte een Atlas-Agena in op de lanceerplaats nadat de druk in een van de ballontanks (type brandstoftank van de Atlas-raket) wegviel. 
De Amerikaanse Mars Climate Orbitor-sonde (1998) op weg naar Mars sloeg op de rode planeet te pletter omdat Engelse en Amerikaanse meet-eenheden voor stuwkracht door elkaar waren gebruikt in het computerprogramma.
In 2014 en 2015 mislukten in ongeveer een half jaar tijd drie bevoorradingsvluchten (ORB-CRS-3, Progress M-27M en SpX-CRS-7) naar het ISS waardoor de voedselvoorraad aanzienlijk slonk.
De Falcon 9 met satelliet Amos-6 ging verloren als gevolg van een nieuw tankproces waarvan het natuurkundige gevolg nog niet voorzien was. 
Crew Dragon C201 explodeerde in 2019 tijdens een grondtest doordat een terugslagventiel gecorrodeerd was waardoor er distikstoftetraoxide in de heliumleiding was gekomen. Bij het onder druk zetten van de oxidatortanks ontstond daardoor een titaniumbrand in heliumleiding die tot de explosie leidde.
In 1993 werd een soortgelijk probleem de ruimtesonde Mars Observer fataal.
Een behoorlijk aantal de testvluchten van SpaceX’ Starship eindigde in een explosie. Gezien het karakter van deze vluchten, waarbij fouten in het ontwerp juist aan het licht moeten komen, kan niet van een ongeluk worden gesproken maar gaat het om een anomalie.